# Lina Kačiušytė
Lina Kačiušytė, född 1 januari 1963 i Vilnius, är en före detta sovjetisk simmare.
Hon blev olympisk guldmedaljör på 200 meter bröstsim vid sommarspelen 1980 i Moskva.